# ニューオーリンズ・トライアル
『ニューオーリンズ・トライアル』（Runaway Jury）は、2003年のアメリカ合衆国の法廷サスペンス映画。監督はゲイリー・フレダー、出演はジョン・キューザック、ジーン・ハックマン、ダスティン・ホフマンなど。銃規制に関係する裁判を軸に陪審員となった男と、裏世界で陪審コンサルタントとして名高い男との駆け引きを描いている。
本作はジョン・グリシャムの『陪審評決』(新潮文庫)を映画化したものである。原作ではタバコ会社が訴訟の相手であったが、本作では訴訟の相手が銃会社に変更されている。これは1999年の映画『インサイダー』がタバコ会社を題材にしていたためである。

## ストーリー
ニューオーリンズで銃乱射事件が起き、犯人は11人を殺害したのち自殺する。この事件で夫を亡くしたセレステはベテラン弁護士・ローアを雇い、犯行に使われた銃器の製造と販売責任を求めて、銃を製造したヴィックスバーグ社を訴える。ここに全米が注目する銃規制裁判が始まる。
絶対に勝たねばならない被告側のヴィックスバーグ社及び加入する銃協会は、伝説の陪審コンサルタント・フィッチを雇う。フィッチは最新技術や心理学などありとあらゆる手段を用いて、陪審員の選別から裏工作まで進めていく。一方で、巧みな演技で陪審員に選ばれた男ニックは、謎の女マーリーと組んで内から陪審員の操作を行い、原告と被告に「陪審員、売ります」のメモを送り付ける。
ローアはその正義感の強さから取り合わず、フィッチも取り合わなかった。しかし、どう転ぶかわからない一進一退の裁判、そして工作をことごとく潰されたフィッチは焦り出し、結審の日、マーリーに代金を送り、陪審の買収を願い出る。勝利を確信したフィッチに、前もってニックを調べさせていた部下から、彼らの素性が知らされる。ニックとマーリーの正体は、かつてフィッチが陪審員操作で無理に勝訴させた事件の被害者の知り合いであった。
狼狽するフィッチの不安は的中し、判決では原告が勝訴、ヴィックスバーグ社は敗訴する。絶望しながら裁判所を退場したフィッチの前にニックとマーリーが現れる。2人はフィッチに2度と陪審員操作に関わらないことを要求し、従わない場合には送金の証明書（陪審員操作の証拠）を当局に送ると脅迫する。フィッチはキャリアと名声を全て失い、ニックとマーリーは復讐を果たす。

## キャスト
| 役名                   | 俳優                                        | 日本語吹替                                                              | 日本語吹替           |
| 役名                   | 俳優                                        | ソフト版                                                                | 機内上映版           |
| ---------------------- | ------------------------------------------- | ----------------------------------------------------------------------- | -------------------- |
| ニコラス・イースター   | ジョン・キューザック                        | 家中宏                                                                  | 桐本琢也             |
| ランキン・フィッチ     | ジーン・ハックマン                          | 石田太郎                                                                | 麦人                 |
| ウェンドール・ローア   | ダスティン・ホフマン                        | 小川真司                                                                | 佐々木勝彦           |
| マーリー               | レイチェル・ワイズ                          | 田中敦子                                                                | 安藤麻吹             |
| ダーウッド・ケーブル   | ブルース・デイヴィソン                      | 佐々木勝彦                                                              | 小山武宏             |
| ハーキン判事           | ブルース・マッギル                          | 内海賢二                                                                |                      |
| ローレンス・グリーン   | ジェレミー・ピヴェン                        | 小山力也                                                                | 加藤亮夫             |
| ドイル                 | ニック・サーシー                            | 楠見尚己                                                                |                      |
| ヘンリー・ジャンクル   | スタンリー・アンダーソン                    | 島香裕                                                                  | 島香裕               |
| フランク・エレーラ     | クリフ・カーティス                          | 相沢正輝                                                                | 谷昌樹               |
| ジャノヴィッチ         | ネスター・セラーノ                          |                                                                         | 斎藤志郎             |
| ラム                   | リーランド・オーサー                        | 坂東尚樹                                                                | 坂東尚樹             |
| ヴァネッサ・レンベック | ジェニファー・ビールス                      | 大坂史子                                                                |                      |
| ハーマン・グライムス   | ジェリー・バマン                            | 岩崎ひろし                                                              | 秋元羊介             |
| セレステ・ウッド       | ジョアンナ・ゴーイング                      |                                                                         |                      |
| ロニー・シェイヴァー   | ビル・ナン                                  | 飯島肇                                                                  |                      |
| ロリーン・デューク     | ジャニタ・ジェニングス                      | 斉藤貴美子                                                              | 橘U子                |
| アマンダ・モンロー     | マルガリート・モロー                        | 冬馬由美                                                                |                      |
| バーク                 | デヴィッド・ドワイヤー                      | 田原アルノ                                                              | 辻親八               |
| ドッブス               | ゲイリー・グラッブス                        |                                                                         |                      |
| ジェリー・ヘルナンデス | ルイス・ガスマン （クレジットなし）         | 宝亀克寿                                                                |                      |
| ジェイコブ・ウッド     | ディラン・マクダーモット （クレジットなし） | 諸角憲一                                                                | 坂東尚樹             |
| その他                 | N/A                                         | 吉沢希梨 水落幸子 岸祐二 中國卓郎 重松朋 さとうあい 倉持良子 佐々木亜紀 | 青山穣 遠藤純一 ほか |
|                        |                                             |                                                                         |                      |
| 演出                   |                                             | 市来満                                                                  |                      |
| 翻訳                   |                                             | 木原たけし                                                              |                      |
| 調整                   |                                             | 堀内唯史                                                                |                      |
| 録音                   |                                             | スタジオ・エコー                                                        |                      |
| 制作                   |                                             | ニュージャパン フィルム                                                 |                      |

- 機内上映版はNETFLIX、Disney+で配信されている。

## 評価
本作は、広く肯定的な評価を受けた。Rotten Tomatoesによれば、162件の評論のうち高評価は73%にあたる119件で、平均点は10点満点中6.6点、批評家の一致した見解は「内容はありえないが、エンターテイメントに富んだ法廷スリラー。」となっている。
Metacriticによれば、38件の評論のうち、高評価は26件、賛否混在は11件、低評価は1件で、平均点は100点満点中61点となっている。
ロジャー・イーバートの批評では、陪審員を高く入札した方に売るというプロットは、単純に「主人公が善」「敵役が悪」という設定を避けるのに巧妙な役割を果たしたが、双方を深い道徳的な問題に立たせてしまった、と評されている。
原作者のグリシャムは、「サスペンスに満ちている（smart, suspenseful）」映画だが、興行収入が少なかったのが残念だと述べている。